# Гронська Дубрава
Гронська Дубрава (словац. Hronská Dúbrava) — село, громада округу Ж'яр-над-Гроном, Банськобистрицький край, центральна Словаччина, регіон Теков. Кадастрова площа громади — 5,04 км².
Населення 427 осіб (станом на 31 грудня 2017 року).

## Історія
Гронська Дубрава згадується в 1388 році.

## Географія
Протікає Брезницький потік.

## Населення
| Рік:            | 1994. | 2004.   | 2014.   | 2024.   |
| --------------- | ----- | ------- | ------- | ------- |
| Кількість осіб: | 392   | 412     | 415     | 419     |
| Різниця:        |       | +5,10 % | +0,72 % | +0,96 % |

| Рік:            | 2023. | 2024.   |
| --------------- | ----- | ------- |
| Кількість осіб: | 424   | 419     |
| Різниця:        |       | -1,17 % |